# Hanif Bali
Hanif Bali (svenska: [ˈhǎnːɪf ˈbǎːlɪ]; persiska: حنیف بالی), född 10 april 1987 i Kermanshah i Iran, är en svensk moderat politiker som var ordinarie riksdagsledamot mellan 2010 och 2022, invald för Stockholms läns valkrets. Han blev invald i Moderaternas partistyrelse den 17 oktober 2015 och lämnade partistyrelsen den 18 mars 2018 efter intern kritik. Utöver sina politiska uppdrag är Bali webbutvecklare och företagare inom IT-branschen.

## Biografi

### Bakgrund
Hanif Bali föddes i Iran och modern har kurdiskt ursprung. Föräldrarna var aktiva i den iranska oppositionsgruppen Folkets mujahedin och flydde till Irak, där de levde tillsammans med andra aktiva inom Folkets mujahedin. I samband med Kuwaitkriget 1991 skickades Hanif Bali av sina föräldrar till Sverige dit han kom som ensamkommande barn, tre år gammal.
Under 1990-talet bodde Bali på olika ställen, bland annat i Angered i Göteborg. Under större delen av sina tonår bodde Bali i Upplands Väsby.
Bali driver företag som IT-konsult och webbutvecklare.

### Politisk karriär
I riksdagsvalet 2010 stod Bali på plats 9 på riksdagslistan i Stockholms län och var därmed den yngsta och högst placerade nykomlingen bland Moderaterna. Bali gjorde sig under sin riksdagskandidatur känd i frågor om asylinvandring, där han bland annat kritiserade Moderaterna i Vellinge för deras restriktiva flyktingpolitik, och Socialdemokraternas dåvarande partiledare Håkan Juholt för normalisering av Sverigedemokraternas politik, och IT-relaterade frågor.
I riksdagen satt Bali som ledamot i arbetsmarknadsutskottet och ersättare i utbildningsutskottet. Han hade också ansvaret för integrationsfrågorna för Moderaterna i arbetsmarknadsutskottet. Efter att Bali 2016 röstade för ett erkännande av IS massakrer på kristna och andra minoriteter i Mellanöstern som ett folkmord, vilket gick emot partilinjen, flyttades han av partiledningen från sin plats i arbetsmarknadsutskottet och som Moderaternas integrationspolitiska talesman. Balis nya uppdrag är näringsutskottet.
I valet 2018 fick han 4 158 personröster i Stockholms län och blev den politiker som fick åttonde flest röster i länet. Han blev dock inte personvald till riksdagen, vilket kräver 5% av personkryssen. Bali fick 1,98% personkryss och erhöll istället sitt mandat efter ordningen på valsedeln.
Den 28 oktober 2021 meddelade Hanif Balif på sin Facebooksida att han inte avsåg att ställa upp i riksdagsvalet följande år, med anledning av att han inte upplever sig ha den moderata riksdagsgruppens förtroende. I medierapporteringen framhölls även den förundersökning om misstänkt utnyttjande av barn för sexuell posering som inleddes mot Bali hösten 2021. Utredningen lades dock ned av åklagare. Då han stannade kvar i riksdagen mandatperioden ut, satt Bali 12 år som riksdagsman.
År 2022 valdes Bali in i kommunfullmäktige i Österåkers kommun, dit han flyttat året innan.

### Självbiografi
I januari 2022 kom Hanif Bali ut med sin självbiografi Mina nio liv (Mondial), som skrivits tillsammans med Jens Ganman.

## Opinionsbildande verksamhet
Bali har återkommande använt Twitter för att debattera och sprida sina politisk budskap. Han har också uppmärksammats för att använda ett hårt språk i diskussionerna. Efter att hans räckvidd i flera år ökat blev han 2021 utsedd till Sveriges mäktigaste på Twitter, enligt Medieakademins Maktbarometer – en placering han tappade till Carl Bildt 2022. Balis twittrande ledde 2019 till att han av partiledaren Ulf Kristersson uppmanades att lämna sina uppdrag i riksdagens utskott. Bali accepterade partiledarens begäran och lämnade därför sina uppdrag i riksdagens utskott. Han arbetade som krönikör på Expressen mellan 2022 och 2024 men fick lämna.

### PodcastenGod Ton™
Bali driver tillsammans med Per Lindgren podcasten God Ton™, vars premiäravsnitt sändes i april 2018.

## Utmärkelser
- Riksdagens medalj av 12:e storleken, 22 juni 2022.[30]